# 保安队 (荷属东印度)
保安队是印度尼西亚独立革命期间印度尼西亞華人組建的民兵組織。 保安队曾因其亲荷兰立场而遭到當地人指责。 

## 历史
1945年，第二次世界大战亚洲战场结束，印尼华人组建起了很多民兵組織，很多印尼革命者都指责他们站在荷兰人一边。1946年，一些華人民兵組織在北苏门答腊的棉蘭成立。1947年，另一些華人民兵組織在爪哇岛上成立。
印尼华人社群组织中华总会（Chung Hua Tsung Hui）为阻止针对华侨的暴力行为，于1947年8月24至26日在巴達維亞召开大会。8月29日，保安队正式成立，总部驻地为巴達維亞的勿礁维。 
印度尼西亚独立革命期间，保安队宣布中立，其在组建过程中接受过来自冲突双方的支援（印度尼西亚共和国第一任总理苏丹·夏赫里尔曾支持保安队，亲荷兰的二战同盟國军队亦曾提供武器給他们）。1949年，印尼独立革命结束，印尼获得独立，針對華人的暴力活动停止，保安队解散。

## 争议与批评
印度尼西亚共和国革命政府怀疑保安队对荷兰人持同情态度，直到1948年才正式承认其地位。由于保安队与立场右倾的印尼华侨精英阶层以及中國國民黨联系密切，当时印尼华侨中的少部分左翼人士亦强烈抵制保安隊。
2016年初，印尼内政部长扎赫约·库莫罗要在美麗的印度尼西亞縮影公園为一座保安队纪念碑揭幕的传闻引发了媒体轰动。伊斯兰捍卫者阵线的领袖穆罕默德·里兹克·谢哈布强烈谴责了印尼政府这种明显支持、纪念保安队的做法。但事实上那座纪念碑是献给保安队之前的华人民兵武装的，該華人民兵武裝是在1740年勿礁维发生红溪惨案后成立的，其曾与爪哇人一同抵抗荷兰东印度公司。
印尼国内依然有人相信保安队阴魂不散，各种阴谋论应运而生。例如，作家、政治评论家Batara Hutagalung曾于2017年5月指责保安队成员后代与荷兰政府、印度尼西亞聯邦共和國支持者以及已经解散了的印度尼西亞共產黨的残党相勾结，企图控制印尼的资源、消费市场，从而扰乱印尼秩序，达成“历史性复仇”。